# Wohn- und Wirtschaftsgebäude Georgstraße 8
Das Wirtschaftsgebäude Georgstraße 8 im niedersächsischen Elsfleth, Ortsteil Moorriem, Bauerschaft Eckfleth im Landkreis Wesermarsch, stammt vom Ende des 18. Jahrhunderts.

Aktuell (2023) wird es als Wohnhaus und seit 1991 landwirtschaftlich durch den Tarpanhof Moorriem genutzt.
Das Gebäude steht unter Denkmalschutz (siehe auch Liste der Baudenkmale in Elsfleth).

## Geschichte
Die Marschhufensiedlung Moorriem mit der südlichen Bauerschaft Eckfleth erstreckt sich über etwa 16 Kilometer, wurde nach 1062 gegründet und erhielt im 14. Jahrhundert die heutige Struktur mit den schmalen, oft extrem langgestreckten Parzellen. Im Abstand von ca. 50 bis 100 Metern liegen zahlreiche Hofstellen auf Wurten.
Das eingeschossige giebelständige Wohn- und Wirtschaftsgebäude als Zweiständer-Hallenhaus in Rasterfachwerk mit Steinausfachungen, mit auf beiden Giebeln über profilierte Knaggen vorkragendem reetgedeckten Krüppelwalmdach und Niedersachsengiebeln mit Uhlenloch sowie der Grooten Door mit Korbbogen, stammt von 1799 (Inschrift). Im Wohnteil befindet sich eine Upkammer.
Auf der Hofanlage auf einer Wurt und auf einem großen Grundstück mit markantem alten Baumbestand stehen weitere nicht denkmalgeschützte Nebenanlagen.
Das Landesdenkmalamt befand: „… geschichtliche Bedeutung … als beispielhaftes Fachwerkhallenhaus der Zeit um 1800 und für die Volkskunde sowie eine städtebauliche Bedeutung für das Straßenbild …“

Tarpan nach Samuel Gmelin

Der Tarpanhof betreibt hier seit 1991 eine Tarpanrückzüchtung mit Hengststation.
Tarpan (Equus ferus) ist eine im 18. und 19. Jahrhundert ausgerottete Pferdeart als Mischung aus westeurasischem Wildpferd und dem heutigen Hauspferd. Sie haben eine Größe von 115 bis 125 cm im Stockmaß, einen kleinen Kopf und große Augen und sind in den Farben Mausgrau sowie auch helles bis dunkles Grau, Mähne kurz und kraushaarig und lange spitze Ohren.